# 蒙扎
蒙扎（義大利語：Monza）是意大利伦巴第政区中的一个城市，2004年6月11日建立了蒙扎和布里安扎省，在2009年6月通过选举，正式成立省政府各行政部门。

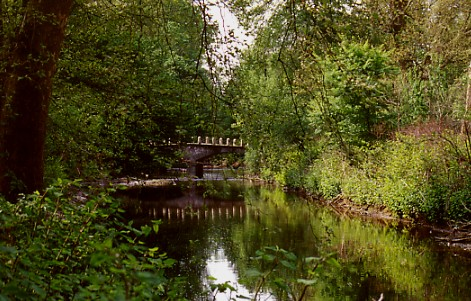
在伦巴底语 中叫Munscia。Monza的意思是一个中肯的城市，为兰布罗河(il Fiume Lambro)贯通，图为Lambro河

## 地理
兰布罗河（Lambro）由北到南流过蒙扎市。从北边进入市中心，在赞齐路（Via Zanzi）和阿利普兰迪路（Via Aliprandi）分支，是一条十四世纪时造成的人工支流，名为兰布罗雷特（Lambretto），在城市南部与原流重新汇合。
第二分支名为维洛雷西渠道（Canale Villoresi），是十九世纪建成的，由蒙扎西部连到东部，在圣罗科区（San Rocco）北面再重汇兰布罗河主流。

## 历史
蒙扎名字的起源众议不一，有说是公元前50年，凯撒大帝扩展领土，在这地区住下来的罗马士兵都来自美因茨，因而得名。另说在罗马帝国时这一带凯尔特人居住的兰波河岸，被命名为“莫迪查”（Modicia），以重音发在第一个元音上，有关的文字记载见于768年。罗马人留下的足迹可从不少古迹追溯，如市中心的狮子桥（Ponte dei Leoni）附近长70米，宽4米的竞技场桥（Ponte di Arena）遗迹。 
公元七世纪蒙扎有过她光荣的政治时期，当时是伦巴底王国的夏日京都。之后，被纳入神圣罗马帝国，有特别的自主权。从十一世纪时开始，成为米兰的卫星城市。十三世纪成了自由市区的一分子，十四世纪在米兰維斯孔蒂家族管辖下。跟着受过西班牙人，哈布斯堡王朝的统治，到1859年在撒丁王国属下，1861年归入意大利王国。
在1951年，建筑师瓜尔蒂耶罗·加尔马尼尼，获得意大利建筑金奖，作为城市规划师完成了蒙扎的总规划，塑造了现代城市的面貌。

## 主要景点
皇家别墅 Villa Reale
蒙扎的皇家别墅是城中最重要的游览点。1777年由福利尼奧出生的建筑师朱塞佩·皮埃爾馬里尼领导下开始建造。是当时哈布斯堡王后玛丽亚·特蕾西娅为了满足她在米兰当伦巴第监督的第四个儿子费迪南多（Ferdinando）的愿望而建造的。费迪南想要一座米兰城外的夏宫，作为度假和打猎的落脚点。
紧接着皇家别墅的是出名的蒙扎公园。是欧洲第二大的公众花园。
阿伦卡里奥 Arengario
在市中心罗马广场，是行人区。是中古时代蒙扎市政府的行政大楼，有一个大露台是当时当政者向市民讲话的地方。
大教堂 Duomo
蒙扎大教堂雏形建于595年，1300重建，1681年完工成为现今的模样。1999年和2006年重修，是蒙扎历史博物馆所在地。
赎罪礼拜堂 Cappella espiatoria
是1900年意大利王朝翁贝托一世被无政府主义者刺杀的地点。由他儿子维托里奥·埃马努额莱三世建造的。
蒙扎赛道 Autodromo di Monza
位于蒙扎公园内部，从1922年开始，是意大利一级方程式赛车的公开赛道。每年9月举行国际赛车。
圣杰拉尔多医院 Ospedale San Gerardo
有八个世纪的历史。今天是全国出名的专科医院，有3500名医护人员。是伦巴第第四大医院。

## 地方节日
圣杰拉尔多日庆节 Festa di San Gerardo
每年6月6日纪念蒙扎两个主保圣人之一：圣杰拉尔多死亡纪念日。庆祝的项目由6月5日晚上开始，在一条叫小圣杰拉尔多桥附近的兰布罗河上把圣人的雕像放进河里。
圣约翰庆祝日 Festa di San Giovanni
每年6月24日前的一个星期，蒙扎庆祝她的主保圣约翰。有不少的运动比赛，文化和风俗表演，如在市中心以中古服饰游行，和蒙扎到雷塞戈内山（Monte Resegone）晚上步行比赛等，直到庆节当日，以在皇家别墅晚上放烟花结束。
圣宠之母庆日 Festa della Madonna delle Grazie
每年3月25日在圣宠之母教堂庆祝，教堂前边满布卖糖果的摊位，以卖一种蒙扎特色的栗子串，是把熟栗子串在一起造成一条像项链般的食品。
圣钉日 Festa della Santo Chiodo
每年9月第三个星期天庆祝圣钉冠的日子。
圣诞摊市 Mercatino di Natale
每年12月1号到次年1月6号在市中心圣保罗广场举行。
国际玫瑰花比赛展览 Mostra internazionale delle rose
每年5月底在皇家别墅旁边的大温室举行。

## 体育
蒙扎赛道舉辦每年的一级方程式赛车意大利大奖赛，是一年中最快的一條賽道。